# Silver Surfer: Parábola
Silver Surfer: Parable (en español: Silver Surfer: Parábola), es una serie limitada de dos (2) cómics ambientada en el universo Marvel; escrita por Stan Lee e ilustrada por Moebius, publicada en enero de 1988. Esta es la única colaboración entre el ilustrador francés y la editorial norteamericana.